# Vladimir Bogoraz
Vladimir Germanovič Bogoraz, rozený Natan Mendělevič Bogoraz (27. dubna 1865 Ovruč – 10. května 1936 blízko Charkova) byl ruský revolucionář, etnograf a antropolog známý svými pracemi věnovanými národu Čukčů.
Pocházel z rodiny venkovského židovského učitele, začal studovat právnickou fakultu Petrohradské státní univerzity, kvůli revolucionářské činnosti však nedostudoval a nakonec byl vykázán na místo poblíž sibiřského Jakutsku, kde strávil období 1889–1899. V průběhu této doby se seznámil s národem Čukčů a svoje poznatky začal publikovat beletristicky (pod pseudonymem N. A. Tan) i etnografické vědecké texty. V letech 1901–1904 z politických důvodů Rusko opustil a působil v New Yorku na Americkém přírodovědném muzeu. Po návratu do vlasti působil v Petrohradu, kde byl na univerzitě jmenován roku 1917 profesorem. Zbytek života se věnoval národům ruského severu, mimo jiné založil Institutu národů Severu v Petrohradu (Leningradu).